# Chicago/The Blues/Today!
Chicago/The Blues/Today! ist ein aus drei Einzellangspielplatten bestehendes Kompilationsalbum, das 1966 auf Vanguard Records veröffentlicht wurde und dem elektrischen Chicago Blues neuen Auftrieb gab. Es stellt einen Querschnitt durch die Bluesszene Chicagos Mitte der 1960er-Jahre dar, worauf sich das "Today!" im Titel des Albums bezieht.

## Entstehungsgeschichte
Die Veröffentlichung der drei Alben war ein großes Wagnis für Vanguard Records, denn außerhalb der afroamerikanischen Gemeinschaft waren alle Künstler des Albums, außer Otis Spann, dem Pianisten der Band von Muddy Waters Band, ziemlich unbekannt. Schon seit den 1920er Jahren wurden Bluesplatten, besonders von Jazzfans, gehört, aber Blues wurde nur als „degenerierter Cousin des Jazz“ wahrgenommen. Auch nach dem Folkrevival am Beginn der 1960er Jahre beschränkte sich die Kenntnis der weißen Musikhörer vom Blues großteils auf akustischen Blues. Die Entwicklung des elektrischen Blues in Chicago blieb weitgehend ausgesperrt. Samuel Charters, der für Vanguard Records die Aufnahmen vom Newport Folk Festival 1964 bearbeitete, wurde nach Abschluss dieser Arbeit nach Chicago geschickt, um die Bluesmusik der Stadt zu dokumentieren. Charters hatte bereits früher Reissues von verschiedenen Bluesmusikern gemacht und war ein großer Blueskenner. Aus diesen Aufnahmen entstand Chicago/The Blues/Today!

## Wirkungsgeschichte
Für einzelne Künstler waren die Aufnahmen sehr wichtig, so kam z. B. Johnny Shines zurück zur Musik, die er 1958 aufgegeben hatte. Die Aufnahmen brachten seine Karriere wieder in die Spur. Für die Plattenfirma machte sich ebenfalls das Risiko bezahlt; die drei LPs erschlossen dem Blues ein neues Publikum, besonders unter den jungen, weißen Rockfans.
Auch für die Künstler waren die allgemeinen Nachwirkungen des Albums bedeutend. Die Szene in Chicago wurde von Journalisten und Forschern besucht und die Musiker erhielten Plattenverträge, von denen sie bisher nur träumen konnten, sie wurden für Festivals gebucht und der Verkauf ihrer Alben erreichte Zahlen, die sie sich bisher nicht vorstellen konnten.
Ed Ward schreibt im Album Booklet der CD-Edition:
„Die Musik ist nicht mehr der "Blues von heute", aber es ist eine vitale Dokumentation, ohne Kommerzialität oder Gedanken an den Markt, eines Gipfelpunkts dieser grundlegenden amerikanischen Musik.“ (The music of these discs in no longer the blues "Today!", but it is a vital documentation, recorded without thought of commercialism or marketing strategy, of a cusp in this essential American music.)

### Musiker über das Album
Im Booklett der CD-Edition äußern sich einige Musiker über die Kompilation und ihre Wirkung.
Eric Clapton:
„Es ist ein sehr wichtiges Stück Geschichte, das mir geholfen hat die Natur des modernen Blues zu verstehen.“
Billy Gibbons (ZZ Top):
„...steht als vielversprechender Markstein, der die Lebhaftigkeit von Chicago, des Blues und genau so der Zukunft, zeigt.“
Bonnie Raitt:
„Chicago/The Blues/Today! zählt zu meinen liebsten Bluesaufnahmen. Ich lernte Bluespiano durch Otis Spanns Aufnahmen auf diesem Album und die Aufnahmen von Junior Wells, Johnny Shines und Otis Rush gehören zu meinen Allzeitfavoriten.“

## Titelliste

### CD 1
- 1 Help Me Wells 4: 05
- 2 It Hurts Me Too (When Things Go Wrong) Wells 2: 44
- 3 Messin' with the Kid Wells 2: 21
- 4 Vietcong Blues Wells 4: 57
- 5 All Night Long (Rock Me Baby) Wells 3: 44
- 6 Going Ahead Hutto 2: 03
- 7 Please Help Hutto 2: 53
- 8 Too Much Alcohol Hutto 2: 29
- 9 Married Woman Blues Hutto 3: 06
- 10 That's the Truth Hutto 2: 47
- 11 Marie Spann 2: 27
- 12 Burning Fire Spann 3: 14
- 13 S.P. Blues Spann 2: 51
- 14 Sometimes I Wonder Spann 3: 27
- 15 Spann's Stomp Spann 2: 19

- Titel 1 bis 5 - The Junior Wells Chicago Blues Band: Junior Wells (Harmonika und Gesang), Buddy Guy (Gitarre), Jack Myers (Bass), Fred Below (Schlagzeug)
- Titel 6 bis 10 - J. B. Hutto and his Hawks:  J. B. Hutto (Gitarre und Gesang), Herman Hassell (Bass), Frank Kirkland (Schlagzeug)
- Titel 10 bis 15 - Otis Spann´s Southside Piano:  Otis Spann (Klavier und Gesang), S. P. Leary (Schlagzeug)

### CD 2
- 1 Cotton Crop Blues Cotton 2: 18
- 2 The Blues Keep Falling Cotton 4: 01
- 3 Love Me or Leave Cotton 3: 25
- 4 Rocket 88 Cotton 2: 02
- 5 West Helena Blues Cotton 3: 27
- 6 Everything's Going to Turn Out Alright Rush 3: 52
- 7 It's a Mean Old World Rush 2: 21
- 8 I Can't Quit You Baby Rush 3: 14
- 9 Rock Rush 3: 32
- 10 It's My Own Fault Rush 5: 55
- 11 Dust My Broom Williamson 3: 15
- 12 Somebody Been Talkin Williamson 2: 14
- 13 Set a Date Williamson 2: 43
- 14 So Mean to Me Williamson 2: 48

- Titel 1 bis 5 - The Jimmy Cotton Blues Quartet: Jimmy Cotton (Harmonika und Gesang), James Madison (Gitarre), Otis Spann (Klavier), S. P. Leary (Schlagzeug)
- Titel 6 bis 10 - The Otis Rush Blues Band:  Otis Rush (Gitarre und Gesang), Robert "Sax" Crowder (Altsaxophon), Luther Tucker (Rhythmusgitarre), Roger Jones (Bass), Willie Lion (Schlagzeug)
- Titel 11 bis 14 - Homesick James and his Dusters:  Homesick James Williamson (Gitarre und Gesang), Willie Dixon (Bass), Frank Kirkland (Schlagzeug)

### CD 3
- 1 One More Time Young 2: 26
- 2 Kid Man Blues Young 2: 59
- 3 My Black Mare Young 3: 40
- 4 Stealin' Back Young 3: 17
- 5 I Got Mine in Time Young 4: 18
- 6 Tighten Up on It Young 3: 09
- 7 Dynaflow Blues Shines 2: 34
- 8 Black Spider Blues Shines 3: 02
- 9 Layin' Down My Shoes and Clothes Shines 2: 27
- 10 If I Get Lucky Shines 3: 23
- 11 Rockin' My Boogie Horton, Memphis Charlie 3: 26
- 12 Mr. Boweevil Shines 3: 10
- 13 Hey, Hey Shines 2: 21[6]

- Titel 1 bis 6 - Johnny Young´s South Side Blues Band:  Johnny Young (Gitarre, Mandoline und Gesang), Walter Horton (Harmonika), Hayes Ware (Bass), Elga Edmonds (Schlagzeug)
- Titel 7 bis 10 - The Johnny Shines Blues Band: Johnny Shines (Gitarre und Gesang), Walter Horton (Harmonika), Floyd Jones (Bass), Frank Kirkland (Schlagzeug)
- Titel 11 - Big Walter Horton´s Blues Harp Band with Memphis Charlie: Walter Horton (Leadharmonika), Memphis Charlie Musselwhite (2. Harmonika), Johnny Shines (Gitarre), Floyd Jones (Bass), Frank Kirkland (Schlagzeug)
- Titel 12 bis 13 - The Johnny Shines Blues Band:  Johnny Shines (Gitarre und Gesang), Walter Horton (Harmonika), Floyd Jones (Bass), Frank Kirkland (Schlagzeug)

## Veröffentlichungen
Die Originalveröffentlichung bestand aus 3 LPs, die von Vanguard Records 1966 veröffentlicht wurden.
1999 brachte die Firma ein 3 CD-Set auf den Markt, das alle drei Original-LPs enthielt, die jedoch digital bearbeitet wurden. Das Set enthält ein 47-seitiges Booklet mit einem Essay von Ed Ward, Erinnerungen von Sam Charters (1999) und die originalen Linernotes von 1966. Es gibt keine Bonustracks, da alle Lieder der Aufnahmesessions bereits 1966 veröffentlicht wurden und es keine Outtakes gab.
Jedes der drei Alben ist auch als Einzel-CD erhältlich, die im Jahr 1989 veröffentlicht wurden.

## Fotografien
Das Foto des Covers stammt von Samuel Charters Ehefrau Ann, eines der Fotos, das sie während der Aufnahmen zum Album auf ihren Streifzügen durch die South Side von Chicago machte. Auch die Fotos der Künstler stammen von ihr.

## Kritikerstimmen
Eric Olsen schreibt in seiner Kritik über das Album: It is not much of an exaggeration to say that the original release in 1966 of the three volumes of Chicago: The Blues Today! helped save electric Chicago blues...This is a must-own if you have any interest in the blues.(Es ist keine Übertreibung zu sagen, dass die Veröffentlichung der 3 Alben von Chicago: The Blues Today! geholfen hat, den elektrischen Chicago Blues zu retten...Das ist ein Must wenn man Interesse am Blues hat.)
Ebenso findet Michael Erlewine im All Music Guide das Album hervorragend: This is one of the all-time great blues series ever recorded. Aside from the classic Chess albums (Muddy Waters, Little Walter, Howlin’ Wolf etc.), there is no better introduction to Chicago-style blues than this three-volume set. (Das ist eine der größten Bluesserien, die je aufgenommen wurden. Außer den klassischen Chess-Alben von Muddy Waters, Little Walter, Howlin’ Wolf etc. gibt es keine bessere Einführung in den Chicago Blues als dieses dreiteilige Set.)